# 水匠
水匠（すいしょう）は、コンピュータ将棋のプログラム。世界コンピュータ将棋選手権や電竜戦などで多くの優勝経験を持つ強豪ソフトの一つ。やねうら王の探索部を使用しているいわゆるやねうら王ライブラリ勢であり、評価関数と定跡が公開されている。

## 概要
開発者は弁護士の杉村達也。ハンドルネーム「たややん」としてVTuberとしても活動している。
「水匠」はやねうら王の派生ソフトとされるが、2024年の第5回電竜戦本戦では、開発者のたややんに加えて、やねうら王の開発者・磯崎もチームに加わり、同チームは4位となった（優勝は氷彗）。また、2023年の第33回世界コンピュータ将棋選手権では、やねうら王チームにたややんが参加し（使用した将棋AIはディープラーニング系のふかうら王）、準優勝となった（優勝はdlshogi）。
水匠はプロ棋士の棋譜解析や研究支援ツールとしても利用されている。藤井聡太も水匠を使用していると名前を挙げたことがある。2021年には、藤井はディープラーニング系ソフトの「dlshogi」が従来のCPUで動かす将棋ソフトと比較して序盤に優位性があると認識しているが、終盤は「水匠」の方が正確な場合が多いとも評している。渡辺明もAI研究のために高性能パソコンとともに水匠とディープラーニング系ソフトのdlshogiを導入したと述べている。

## 名前の由来
「水匠」という名称は、将棋ソフトが新聞などに縦書きで掲載されることを想定し、アルファベットやカタカナよりも読みやすい漢字が選ばれた。表記の簡潔さを重視して二文字に収められている。「水」は、当時強かった将棋ソフトに水に関連する名称（「大合神クジラちゃん」「dolphin」など）が多かったことにちなむ。「匠」は、同じく弁護士である出村洋介が開発した将棋ソフト「技巧」に敬意を表し、「巧」の字を変えて用いられた。

## 歴史
水匠は世界コンピュータ将棋選手権や電竜戦で多数の優勝を果たしている。世界コンピュータ将棋選手権では、2020年にコロナで代替開催されたオンライン大会と第35回（2025年）で優勝した。電竜戦では、第3回（2022年）と第4回（2023年）に連続優勝を飾った。電竜戦のハードウェア統一戦でも、第1回（2022年 - 2023年）と第3回（2025年）で優勝している。電竜戦TSEC指定局面戦でも第2回（2021年）で優勝している。
水匠5までは無償で公開していたが、水匠6以降は非公開となり、最新版はやねうら王ニュースレターに支援すると配布される有償ソフトウェアとなっている。また、スマホアプリ『将棋ウォーズ』の運営元であるHEROZが提供する「棋神アナリティクス」でも使用できる。

## 水匠U
水匠U（すいしょうユー、すいしょううわて）は二枚落ちの上手を持つことに特化した評価関数。2017年の世界コンピュータ将棋選手権で優勝したelmoを1手1秒に設定して1手60秒読ませると10回のうち3回勝ったという。elmoが駒落ち下手を前提にしていないことを考慮しても、2年前のトッププログラムに二枚落ちで勝つのは驚異的な成長スピードである。将棋倶楽部24に参戦し、レーティング2600〜2700くらいの実力を発揮した。二枚落ち以外の駒落ちでも基本的に強く、開発者曰く「六枚落ち：しっかり考えて指します。四枚落ち：稀にR2000超相手に勝つ実力。二枚落ち：前回R2525。飛香落ち・飛車落ち：勝てた方を話題にさせてください。角落ち：人類が勝てるのか試してください。香落ち：家庭用PCならソフト指しにも負けない実力です」とされている。

## 振電3
振電3（しんでんスリー）は、振り飛車に特化した評価関数である。2023年に公開された無償のAI「Háo」は、当時の無料AIの中では最強クラスとされていたが、振電3はそれを上回る棋力を持つNNUE系評価関数として登場した。開発者は、「無料で最強クラスの振り飛車AIが使えたら面白い」との考えから、無償での公開を決定したと述べている。

## 大会実績

### 世界コンピュータ将棋選手権
- オンライン大会（2020年） - 優勝
- 第35回（2025年） - 優勝

### 電竜戦

#### 本戦
- 第3回電竜戦本戦（2022年） - 優勝[11]
- 第4回電竜戦本戦（2023年） - 優勝[12]
- 第5回電竜戦本戦（2024年） - 4位[13]

#### TESC
- 第2回電竜戦TSEC（2021年） - 優勝[14]
- 第3回電竜戦TSEC（2022年） - 凖優勝[15]
- 第4回電竜戦TSEC（2023年） - 3位[16]

#### ハードウェア統一戦
- 第1回電竜戦ハードウェア統一戦（2022年 - 2023年） - 優勝[17]
- 第2回電竜戦ハードウェア統一戦（2024年） - 凖優勝[18]
- 第3回電竜戦ハードウェア統一戦（2025年） - 優勝[19]